# Jan Fyt
Jan o Joannes Fyt o Fijt (Anversa, 15 giugno 1611 – Anversa, 11 settembre 1661) è stato un pittore, disegnatore e incisore fiammingo.

## Biografia

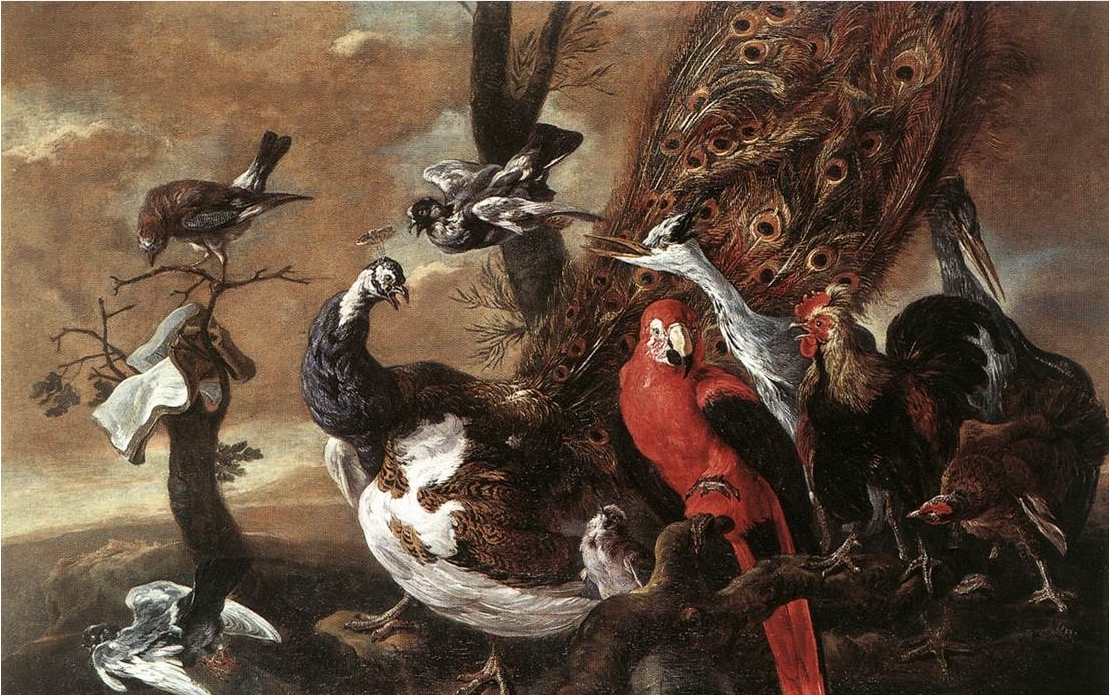
Concerto d'uccelli

Apprese i primi rudimenti dell'arte della pittura ad Anversa da Hans van den Berch nel 1621-1622 e probabilmente completò i suoi studi presso Frans Snyders, da cui mantenne una certa indipendenza di stile.
Nel 1629-1630 divenne maestro della Corporazione di San Luca ad Anversa, ma continuò a lavorare per Frans Snyders fino al 1631.
Nel 1633-1634 si trasferì a Parigi e successivamente in Italia. Il viaggio in Italia è confermato dalla sua adesione nel 1650 alla Gilda dei Romanisti, riservata ai soli pittori che avevano visitato Roma e di cui divenne decano nel 1652.
Durante il suo soggiorno romano aderì alla Schildersbent con il soprannome di Goudvink. Lavorò inoltre a Venezia per le famiglie Sagredo e Contarini. Probabilmente visitò anche Napoli, Firenze, Genova e forse persino la Spagna e Londra.
Il 5 settembre 1641 Fyt fece ritorno ad Anversa, dove rimase per il resto della sua carriera, a parte un breve viaggio nell'Olanda Settentrionale nel 1642.
Furono suoi allievi Pieter Boel e David de Coninck.
Jan Fyt dipinse soprattutto nature morte e scene di caccia in uno stile elaborato vicino a quello della cerchia di Rubens e con vivaci contrasti di luce e colori. Le sue opere più caratteristiche sono trofei di caccia, cervi morti, lepri ed uccelli, rappresentati tutti con una sensibilità per i dettagli e una consistenza simili a quelli che si trovano nelle nature morte olandesi. L'ambientazione può essere mitologica come in Diana e i suoi cani da caccia accanto alle prede catturate, oppure paesaggistica come in Bottino di caccia, oppure le prede possono essere rappresentate giacenti su un tavolo di una casa patrizia come in Selvaggina e un cesto con uva guardati da un gatto.
È considerato il miglior pittore fiammingo di nature morte dopo Frans Snyders, in particolare di quelle rappresentanti cacciagione, del cui genere può essere considerato l'inventore.
Secondo Kugler, si avvicinò a Snyders in composizione e fu meno accurato nel disegno, ma superò il maestro nel rendere gli effetti della luce del sole. Inoltre riuscì a rappresentare le pellicce degli animali e il piumaggio degli uccelli in modo eccezionalmente realistico e più dettagliato di Snyders. Eccelse nel dipingere i cani, in particolare i levrieri.
Secondo Viardot, la sua conoscenza dell'anatomia non era forse così buona come quella di Snyders, ma quasi raggiunse il maestro nella resa del colore e nell'esecuzione.
Fyt eseguì anche alcuni raffinati dipinti floreali, forse più vicini al gusto moderno.
Collaborò con altri pittori come Jacob Jordaens e Thomas Willeboirts Bosschaert, che dipingevano le figure umane nelle sue nature morte.
Incise inoltre sedici tavole in due serie, riproducenti cani, che, secondo Kugler, risultano opere di notevole livello.

## Opere
- Natura morta con cacciagione (Dead game), olio su tela, 94 x 120 cm, 1640, Museo dell'Ermitage, San Pietroburgo[4]
- Natura morta con frutta e pappagallo, olio su tela, 58 x 90 cm, 1640, Museo dell'Ermitage, San Pietroburgo, tipico esempio dell'uso di colori vivaci e della capacità tecnica di quest'artista[7]
- Cacciagione ed equipaggiamento per cacciare scoperti da un gatto, olio su tela, 95 x 122 cm, 1640, Museo del Louvre, Parigi[4]
- Bottino di caccia. olio su tela, 137 × 200 cm, 1649, Madrid[8]
- Selvaggina e un cesto con uva guardati da un gatto, olio su tela, 100 x 140 cm, 1650 circa, Museo del Louvre, Parigi[9]
- Un grosso cane, un nano e un ragazzo, olio su tela, 138 x 203,5 cm, 1652, Gemäldegalerie, Dresda (le figure furono dipinte da Erasmus Quellinus il Giovane)[4]
- Concerto d'uccelli, olio su tela, 120 x 172 cm, 1658, Sammlungen des Fürsten von und zu Liechtenstein, Vaduz[4]
- Concerto d'uccelli, olio su tela, 135 x 186 cm, Rockox House, Anversa[4][10]
- Tarabuso ed anatre sorpresi da cani, olio su tela, 138 x 172 cm, Museo di Belle Arti di Gand, Gand[4]
- Diana e i suoi cani da caccia accanto alle prede catturate, olio su tela, 79 x 116 cm, Staatliche Museen, Berlino[11]
- Un cocker spaniel con una pernice e una beccaccia morte, sullo sfondo un paesaggio, olio su tela, 50,3 x 64 cm, firmato[12]
- Spaniels braccano conigli tra le dune, sullo sfondo una veduta del mare, olio su tela, 118,5 x 187,2 cm, firmato, 1658, collezione privata[4][13]
- Natura morta con frutta e verdura con un cacatoa, una donnola e un porcellino d'India, olio su tela, 134,5 x 199,5 cm, firmato[14]
- Rose bianche e rosa in un vaso di vetro, olio su tela, 47,3 x 36,2 cm, firmato[15]
- Anatre e gallinelle sorprese da cani, olio su tela, 127 x 163 cm, Museo del Prado, Madrid[16]
- Funghi, olio su legno, 49 x 63,5 cm, Museo reale delle belle arti del Belgio, Bruxelles[17]
- Natura morta con gatto e cane, olio su pannello, 77 x 112 cm, firmato, Museo del Prado, Madrid[18]
- Natura morta con lepre ed uccelli, olio su tela, 63 x 86 cm, Szépmûvészeti Múzeum, Budapest[19]
- Natura morta, olio su tela, 42 x 58,5 cm, Národní galerie, Praga[4]
- Vaso di fiori, olio su pannello, 82 x 71 cm, Rockox House, Anversa[20]